# Municipio de San Pedro Molinos
El municipio de San Pedro Molinos es uno de los 570 municipios del estado mexicano de Oaxaca. Su cabecera es la localidad de San Pedro Molinos.

## Geografía
El municipio de San Pedro Molinos colinda al norte con los municipios de San Antonio Sinicahua y San Mateo Peñasco; al este con el municipio de Santa María Yosoyúa, al sur con el municipio de Santa Catarina Ticuá y al oeste con el municipio de San Miguel el Grande.

## Localidades
El municipio de San Pedro Molinos cuenta con siete localidades.
| Localidad           | Población (2020) |
| ------------------- | ---------------- |
| San Pedro Molinos   | 395              |
| Asunción Buenavista | 162              |
| San Isidro          | 44               |

## Gobierno
El municipio de San Pedro Molinos se rige mediante el sistema de usos y costumbres.
| Presidente municipal              | Periodo   |
| --------------------------------- | --------- |
| Valentín Odilón López Juárez      | 1996-1998 |
| Alfonso Ortiz Reyes               | 1999-2001 |
| Herminia Celia López Juárez       | 2002-2004 |
| Bonfilio López Pérez              | 2005-2007 |
| Leonardo Rafael Reyes Santiago    | 2008-2010 |
| Alfonso Juárez Ortiz              | 2011-2013 |
| Constantino Jacobo Ramírez Miguel | 2013-2016 |
| Edwin López Santiago              | 2017-2019 |
| Cupertino Cruz Pérez              | 2020-2022 |
| Mario Reyes Torres                | 2023-2025 |